# Herren der Meere
Herren der Meere is een Oostenrijkse avonturenfilm uit 1922 onder regie van Alexander Korda.

## Verhaal
De afstammeling van een Spaanse zeerover heeft weet van een schat, die zijn voorvader begraven zou hebben op een afgelegen eiland. Hij kaapt het jacht van de miljonair Thomas Bradley en vaart ermee naar het eiland. Hij neemt bovendien diens zoon mee als gijzelaar. De kapitein van het jacht is hem echter op het spoor.

## Rolverdeling
| Acteur               | Personage      |
| -------------------- | -------------- |
| Victor Varconi       | Kapitein Scott |
| Harry de Loon        | Jack Elmore    |
| Max Devrient         | Thomas Bradley |
| Gyula Szőreghy       |                |
| Maria Palma          | Sylla Bradley  |
| Tibor Lubinszky      | Robby          |
| Reinhold Häussermann |                |
| Gert Lubbers         |                |
| Paul Pranger         |                |
| Ludi Salm            |                |
| Albert Schreiber     |                |